# Thamnophis scalaris
Espèce
Statut de conservation UICN

 LC  : Préoccupation mineure
Thamnophis scalaris est une espèce de serpents de la famille des Natricidae. 

## Répartition
Cette espèce est endémique du Mexique. Elle se rencontre dans les États du District Fédéral, de Jalisco, du Michoacán, du Oaxaca, du Tamaulipas, du Querétaro, du Veracruz et du Guanajuato.

## Publication originale
- Cope, 1861 "1860" : Descriptions of reptiles from tropical America and Asia. Proceedings of the Academy of Natural Sciences of Philadelphia, vol. 12, p. 368-374 (texte intégral).